# ОШ „Коста Трифковић” Нови Сад
ОШ „Коста Трифковић” једна је од основних школа у Новом Саду. Налази се у улици Берислава Берића 2. Назив је добила по српском књижевнику Кости Трифковићу. 

## Историјат
Одлуку о оснивању и изградњи школе у насељу „Павле Бакић II” донела је СО Нови Сад 14. септембра 1964. Пројекат је урадио Пројектни биро „Архитект” из Новог Сада, а радове је изводило ГП „Неимар”. Имала је дванаест учионица и школско двориште укупне површине од 2400m². Школска библиотека је бројала 1400 књига. Почела је са радом 8. септембра 1966. Тима Врбашки је свечано отворио школу 26. новембра 1966. уз присуство званица. Бројала је двадесет и три наставника и 328 ученика распоређених у тринаест одељења. Највећи број наставника и ученика је било из Основне школе „Иво Лола Рибар”. Након извршене реконструкције и надоградње 2006. и 2011. школа је добила око 3300m² новог радног простора, тако да је тренутна површина школске зграде 6850m². На почетку школске 2017—18. године формирано је, од 1175 ученика, четрдесет и осам одељења и десет група продужног боравка. Настава се изводи у специјализованим учионицама, фонолабораторији, дигиталној учионици, студију за интерну телевизију са разгласом који омогућава примену савремених метода у настави. Библиотека располаже са око 16.000 књига и претплаћена је на шест стручних часописа. Садрже канцеларије за директора, секретара, књиговођу и педагошко-психолошку службу. Отворени спортски терени износе 2182m², а зелена површина се простире на 7829m². Учествовали су у пројектима „2000 дигиталних учионица/наставника” и „Let’s Flip our Classroom”.

## Догађаји
Догађаји Основне школе „Коста Трифковић”:
- Савиндан
- Дан школе
- Дан просветних радника
- Дан државности Србије
- Међународни дан жена
- Жива библиотека
- Спортске игре младих
- Змајеве дечје игре